# Cyanopepla micans
Cyanopepla micans là một loài bướm đêm thuộc phân họ Arctiinae, họ Erebidae.